# Tyrone Brown
Tyrone Brown (* 1. Februar 1940 in Philadelphia, Pennsylvania) ist ein US-amerikanischer Jazzbassist und Komponist.

## Leben
Brown studierte Orchestration und moderne Harmonie an der Berklee School of Music in Boston und war Schüler des ersten Bassisten des Philadelphia Orchestra, Michael Shahan. Er nahm etwa 125 Alben als Sideman auf, unter anderem mit Max Roach, Odean Pope, Grover Washington Jr., Pat Martino, Bobby Zankel, Rachelle Ferrell, Cecil Bridgewater und Dave Burrell.
Mit einem Stipendium des National Endowment for the Arts produzierte er 1983 ein Video über die Aufführung einer eigenen Originalkomposition. 1993 und 1994 erhielt er den Leserpreis des Jazz Philadelphia Magazine als bester Bassist des Jahres.
1996 gab er ein Solokonzert beim 25. Moers Festival. 1999 führte er mit dem Philadelphia Orchestra unter André Raphael Smith Duke und Mercer Ellingtons Suite For The Three Black Kings auf. Seit 2002 arbeitete er mit der Choreographin Germaine Ingram bei mehreren Tanz- und Musikprojekten zusammen.
Brown leitet auch das Tyrone Brown String Sextet, mit dem er tourt und zwei Alben aufnahm (Song of the Sun und Emerald Valley). Im Auftrag der University of Rochester entstand die Suite for John A. Williams, die er 2005 komponierte und auf CD einspielte. Außerdem gab Brown Meisterklassen in Barcelona und Jerusalem und Improvisationssymposien an der Brigham Young University, der Illinois State University und der Temple University.

## Diskografie
- Out of the Box, 1997
- Song of the Sun mit John Blake, Nina Cottman, William Wilson, Melissa Ortega, 1999
- Suite for John A. Williams mit Nina Cottman, Ronald Lipscomb, Adam Williams, Bobby Zankel, 2005
- Between Midnight and Dawn mit John Blake, Nina Cottman, Bill Jones, Ronald Lipscomb, Jimmy Miller, Duke Wilson, 2005
- Emerald Valley, 2005
- Moon of the Falling Leaves, 2008, mit Randy Sutin, John Blake, Melissa Locati, Beth Dwzil, Michael Ireland, Ron Lipscomb, Craig McIver, Jim Miller, William "Duke" Wilson, Daoud Shaw, Pheralyn Dove